# Golovinomyces
Golovinomyces R. Hedw. ex DC. – rodzaj grzybów z rodziny mączniakowatych (Erysiphaceae).

## Charakterystyka
Należy do niego około 60 gatunków. Pasożyty obligatoryjne roślin, wywołujące u nich choroby zwane mączniakiem prawdziwym.
Charakterystyczną cechą rodzaju są płatowate appressoria (przycistki) oraz tworzenie w worku 2, rzadziej 4 askospor, w Polsce dojrzewających przed zimą.

## Systematyka i nazewnictwo
Pozycja w klasyfikacji według Index Fungorum: Erysiphaceae, Helotiales, Leotiomycetidae, Leotiomycetes, Pezizomycotina, Ascomycota, Fungi.
Synonim: Erysiphe sect. Golovinomyces U. Braun.
W polskim piśmiennictwie naukowym gatunki należące obecnie do rodzaju Golovinomyces opisane są jako Erysiphe (mączniak).

## Niektóre gatunki
- Golovinomyces adenophorae (R.Y. Zheng & G.Q. Chen) V.P. Heluta 1988
- Golovinomyces ambrosiae (Schwein.) U. Braun & R.T.A. Cook 2009
- Golovinomyces americanus (U. Braun) V.P. Heluta 1988
- Golovinomyces andinus (Speg.) U. Braun 1999
- Golovinomyces arabidis (R.Y. Zheng & G.Q. Chen) V.P. Heluta 1988
- Golovinomyces artemisiae (Grev.) V.P. Heluta 1988
- Golovinomyces asterum (Schwein.) U. Braun 2012
- Golovinomyces biocellatus (Ehrenb.) V.P. Heluta 1988
- Golovinomyces brunneopunctatus (U. Braun) V.P. Heluta 1988
- Golovinomyces calceolariae Havryl., S. Takam. & V.P. Heluta 2008
- Golovinomyces californicus (U. Braun) V.P. Heluta 1988
- Golovinomyces caulicola (Cif. & Bat.) U. Braun 2009
- Golovinomyces chelones (Schwein.) V.P. Heluta 1988
- Golovinomyces cichoracearum (DC.) V.P. Heluta 1988
- Golovinomyces cynoglossi (Wallr.) V.P. Heluta 1988
- Golovinomyces depressus (Wallr.) V.P. Heluta 1988
- Golovinomyces echinopis (U. Braun) V.P. Heluta 1988
- Golovinomyces fischeri (S. Blumer) U. Braun & R.T.A. Cook 2009
- Golovinomyces hyoscyami (R.Y. Zheng & G.Q. Chen) V.P. Heluta 1988
- Golovinomyces magnicellulatus (U. Braun) V.P. Heluta 1988
- Golovinomyces orontii (Castagne) V.P. Heluta 1988
- Golovinomyces salviae (Jacz.) M. Scholler, U. Braun & Anke S, in Scholler 2016
- Golovinomyces sordidus (L. Junell) V.P. Heluta 1988
- Golovinomyces valerianae (Jacz.) V.P. Heluta 1988
- Golovinomyces verbasci (Jacz.) V.P. Heluta 1988

Nazwy naukowe na podstawie Index Fungorum.